# تجمعات وادي حات (المهرة)

تعديل مصدري - تعديل

تجمعات وادي حات هو "تجمع بدوي" في  عزلة حات بمديرية حات التابعة لمحافظة المهرة، بلغ تعداد سكانها 26 نسمة حسب تعداد اليمن لعام 2004.